# Douzy
Douzy ist eine französische Gemeinde mit 2149 Einwohnern (Stand: 1. Januar 2022) im Département Ardennes in der Région Grand Est. Sie gehört zum Arrondissement Sedan und ist Mitglied im Gemeindeverband Communauté de communes des Portes du Luxembourg. Die Bewohner werden Douzynois und Douzynoises genannt.
Die heutige Gemeinde entstand mit Wirkung vom 15. September 2015 als namensgleiche Commune nouvelle durch die Zusammenlegung der früher selbstständigen Gemeinden Mairy und Douzy, die seither in der neuen Gemeinde den Status einer Commune déléguée besitzen. Der Verwaltungssitz befindet sich im Ort Douzy.

## Gliederung
| Commune déléguée        | ehemaliger INSEE-Code | Fläche (km²) | Einwohnerzahl (2022) |
| ----------------------- | --------------------- | ------------ | -------------------- |
| Douzy (Verwaltungssitz) | 08145                 | 12,76        | 1901                 |
| Mairy                   | 08267                 | 07,44        | 0248                 |

## Geografie

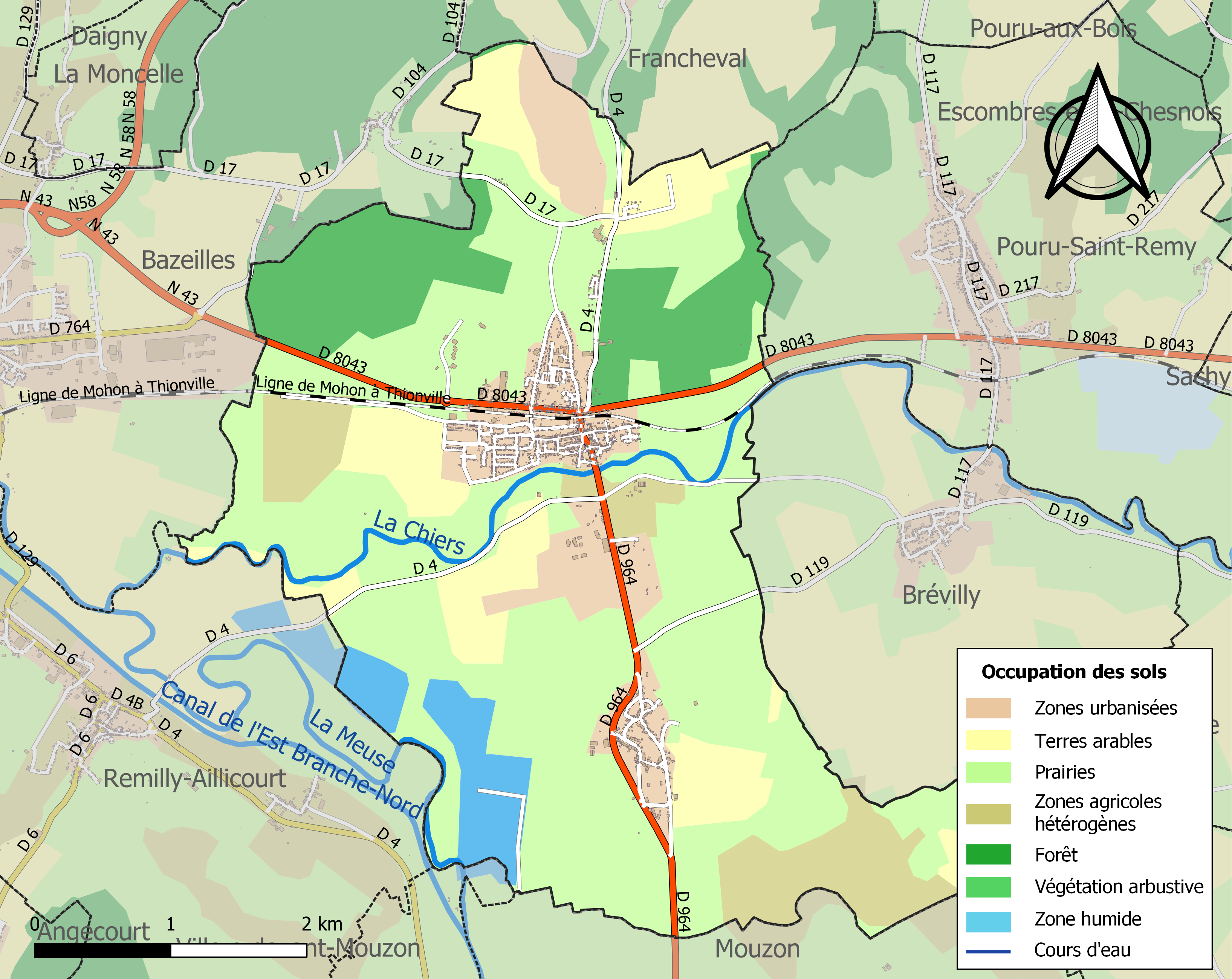
Bodennutzung, Hydrografie und Infrastruktur der Gemeinde (2018)

Douzy liegt rund acht Kilometer südöstlich von Sedan, etwa acht Kilometer (Luftlinie) südwestlich der Grenze zu Belgien. Das Gemeindegebiet erstreckt sich zwischen den nördlich gelegenen Ardennen und den südwestlich gelegenen Höhenzug der Crêtes préardennaises.
Douzy liegt im Einzugsgebiet des Rheins und wird entwässert von der Maas, die das Gemeindegebiet im Westen auf einem etwa über einem Kilometer langen Abschnitt begrenzt, von der Chiers, vom Ruisseau le Rule, vom Ruisseau de Boulacourt, vom Ruisseau de Magne, vom Ruisseau de Londres, vom Ruisseau de Vaudimé, vom Ruisseau des Trois Fontaines, vom Ruisseau de la Petite Ville und kleineren Fließgewässer. Das Gemeindezentrum am rechten Ufer der Chiers befindet sich auf etwa 160 m Höhe. Die höchste Erhebung der Gemeinde wird im Südosten mit 291 m, der niedrigste Punkt mit 153 m beim Austritt der Chiers aus dem Gemeindegebiet gemessen.
Teile des Gemeindegebiets gehören zum 3636 Hektar großen Natura-2000-Schutzgebiet „Confluence des vallées de la Meuse et de la Chiers“ (FR2112004) und zur 4228 Hektar großen ZNIEFF-Naturzone „Vallée de la Chiers de Remilly-Aillicourt à La Ferté-sur-Chiers“ (210000738).
Umgeben wird Douzy von den neun Nachbargemeinden:
| Bazeilles             | Francheval                                  | Pouru-Saint-Remy          |
| Remilly-Aillicourt    | Kompassrose, die auf Nachbargemeinden zeigt | Brévilly                  |
| Villers-devant-Mouzon | Mouzon                                      | Tétaigne Euilly-et-Lombut |

## Sehenswürdigkeiten
| Name                                            | Ort   | Bemerkungen     | Bild |
| ----------------------------------------------- | ----- | --------------- | ---- |
| Kirche Saint-Barthélemy                         | Douzy | 19. Jahrhundert |      |
| Musée des débuts de l’Aviation                  | Douzy | 1989 eröffnet   |      |
| Kirche Saint-Rémi                               | Mairy |                 |      |
| Archäologische Grabungsstätte Hautes Chanvières | Mairy |                 |      |

## Bildung
Die Gemeinde verfügt über
- eine öffentliche Vorschule (École maternelle) und
- eine öffentliche Vor- und Grundschule (École primaire).[3]

## Wirtschaft
Douzy liegt in den Zonen AOC sowie IGP
- der Volailles de la Champagne (Geflügel der Champagne) und
- des Schinkens Jambon sec des Ardennes.[4]

| Douzy  | Douzy  | Douzy  | Département | Département | Département | Metropolitan-Frankreich | Metropolitan-Frankreich | Metropolitan-Frankreich |
| ------ | ------ | ------ | ----------- | ----------- | ----------- | ----------------------- | ----------------------- | ----------------------- |
| Gesamt | Männer | Frauen | Gesamt      | Männer      | Frauen      | Gesamt                  | Männer                  | Frauen                  |
| 69,1 % | 73,5 % | 65,0 % | 61,9 %      | 66,0 %      | 57,8 %      | 66,1 %                  | 68,9 %                  | 63,4 %                  |

Die Beschäftigungsrate der Gemeinde ist höher als die des Départements und die von Metropolitan-Frankreich. Im Vergleich zu 2015 stieg die Gesamtquote der Gemeinde um 6,7 %. Die meisten Beschäftigten sind im Dienstleistungs- oder im Informationssektor in privaten Unternehmen oder öffentlichen Einrichtungen beschäftigt, die wenigsten in der Landwirtschaft. Die meisten Beschäftigten der Bewohner sind Auspendler. 82,4 % arbeiteten 2021 in einer anderen Gemeinde, 4,9 % mehr als in 2015. Dabei benutzten sie zu 86,1 % ein Auto, einen Last- oder Lieferwagen, nur 1,8 % ein öffentliches Verkehrsmittel.
| Douzy  | Douzy  | Douzy  | Douzy | Département | Département | Département | Département | Metropolitan-Frankreich | Metropolitan-Frankreich | Metropolitan-Frankreich | Metropolitan-Frankreich |
| ------ | ------ | ------ | ----- | ----------- | ----------- | ----------- | ----------- | ----------------------- | ----------------------- | ----------------------- | ----------------------- |
| Gesamt | 15–24  | 25–54  | 55–64 | Gesamt      | 15–24       | 25–54       | 55–64       | Gesamt                  | 15–24                   | 25–54                   | 55–64                   |
| 11,8 % | 26,0 % | 10,3 % | 9,2 % | 15,2 %      | 29,9 %      | 13,5 %      | 13,2 %      | 11,7 %                  | 23,2 %                  | 10,5 %                  | 9,8 %                   |

Die Arbeitslosenquote ist niedriger im Vergleich zum gesamten Département und in etwa gleich zu Metropolitan-Frankreich. Im Vergleich zu 2015 fiel die Gesamtarbeitslosenquote der Gemeinde um 3,5 %, in der Altersklasse von 15- bis 24-Jährigen um 16 %.

## Verkehr
Die bei Douzy zur Departementsstraße D 8043 herabgestufte ehemalige Route nationale 43 von Sainte-Ruffine bei Metz nach Calais durchquert Douzy von Ost nach West. Ein Abschnitt der zur Departementsstraße D 964 herabgestuften ehemaligen Route nationale 64 führt von Douzy über Mairy in südlicher Richtung bis nach Lure im Département Haute-Saône. Nachgeordnete Departementsstraßen und lokale Landstraßen verbinden die Gemeinde mit weiteren Nachbargemeinden.
Die Gemeinde verfügt über den Flugplatz Aérodrome de Sedan-Douzy.
Douzy liegt an der Bahnstrecke Mohon–Thionville ohne Haltepunkt.
Busse einer Linie der Transportgesellschaft fluo der Region Grand Est verbinden die Gemeinde mit Sedan über Bazeilles und La Ferté-sur-Chiers.

## Partnergemeinden
Douzy betreibt seit 1967 eine Partnerschaft mit Mölschbach, einem Stadtteil von Kaiserslautern.